# 保留皇后碼頭事件

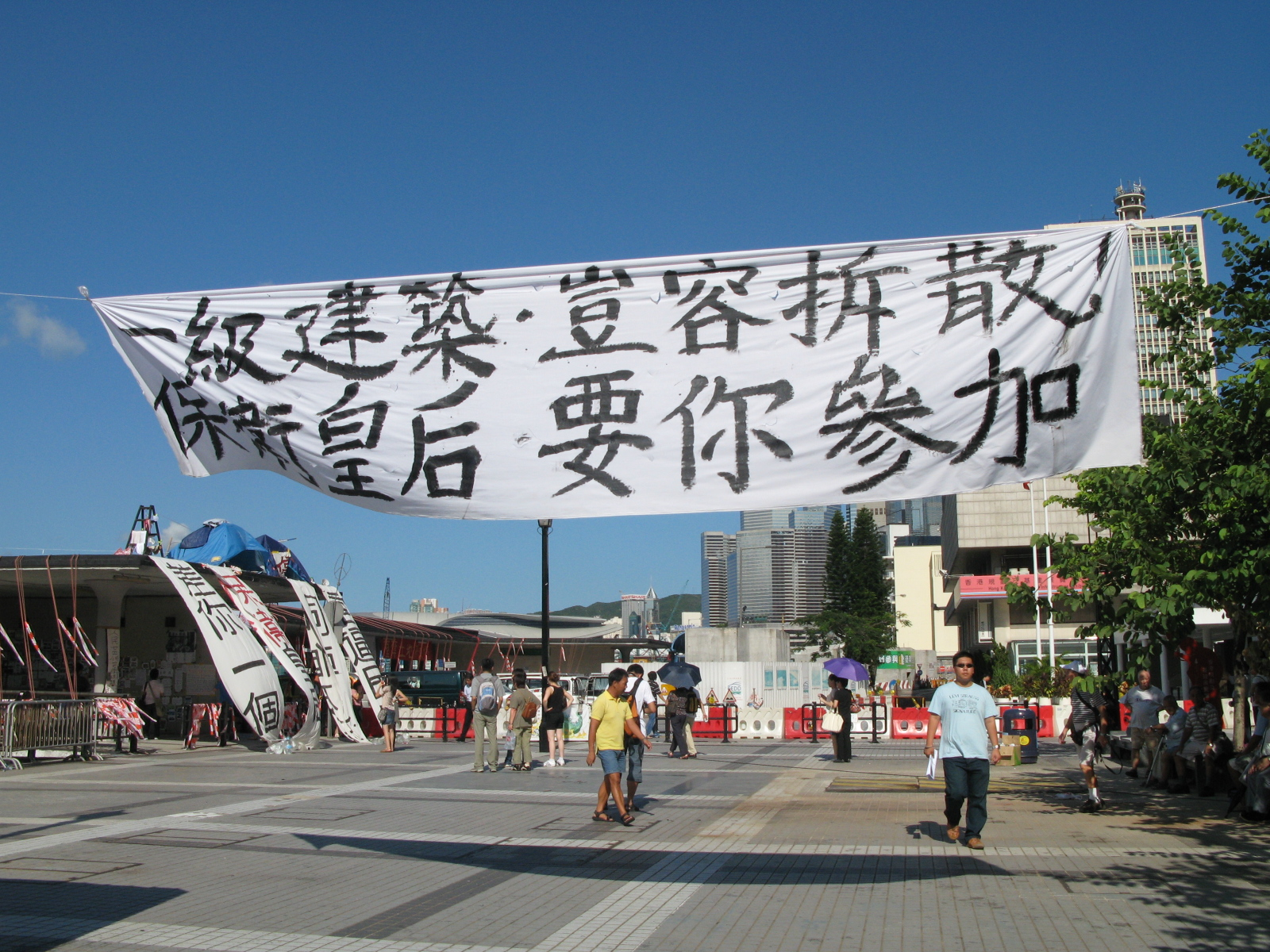
被拆卸前的皇后碼頭

保留皇后碼頭事件發生於2007年的香港，源於香港政府開始進行中區填海第三期工程項目，將愛丁堡廣場建築群之一的皇后碼頭拆卸作道路和商廈用途。雖然政府聲明把皇后碼頭拆卸後會另覓地方重建，但此舉引發香港部份民間團體不滿，認為是摧毀了香港人的集體回憶；並認為把皇后碼頭遷他處，本身的重要性大減，公共空間亦遭消滅。本土保育組織本土行動策劃一連串論壇、靜坐和絕食阻止皇后碼頭拆卸，事件後來演變成警民衝突。這次事件可視為保留舊中環天星碼頭事件的延伸。
現時組件大部分被存放於大嶼山狗虱灣政府爆炸貨倉內。

## 2006年

### 民間和政府的角力
2000年代，皇后碼頭因要配合香港政府的中環填海計劃，所以已決定於2006年11月新中環碼頭啟用後與天星碼頭一起清拆，但皇后碼頭的清拆限期比天星碼頭長，早年諮詢市民之時，並沒有人表示反對此決定，故只留皇后碼頭的牌匾。2000年代後期，香港人的保育意識隨保護海港協會反對維多利亞港填海工程因而孕育，至2006年保留舊中環天星碼頭事件時保育意識達到高峰。香港人開始反省以往只顧經濟發展而忽略了文物保育，將本土文化及集體回憶一手摧毀。

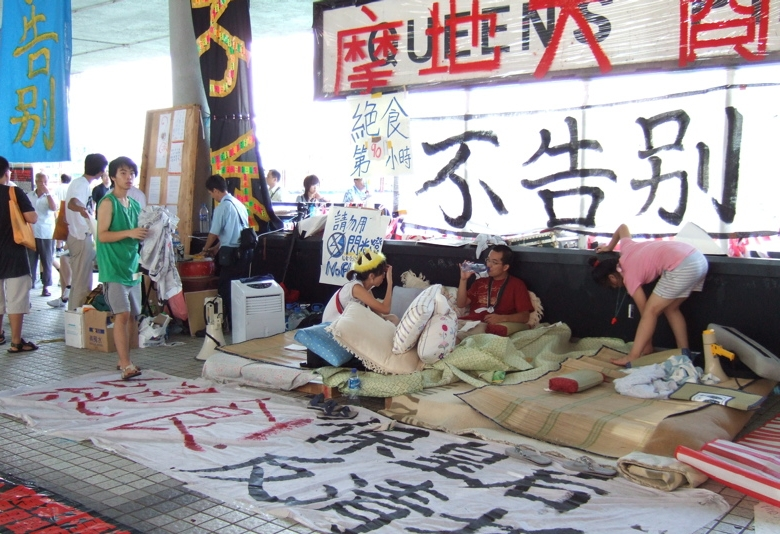
在皇后碼頭絕食和靜坐的保育人士們。

事件後，時任房屋及規劃地政局孫明揚在傳媒聚會時指出，早在2002年中西區區議會會議中，當時區議員通過保留皇后碼頭牌匾，無說保留上蓋，而且規劃藍圖早已決定，正因保護海港協會反對維多利亞港填海，逼使政府將道路內移至現時碼頭的位置，並指通過議案的其中兩位區議員都兼任立法會議員（田北俊及郭家麒）。但傳媒翻查會議記錄，郭家麒在皇后碼頭討論之後才出席會議，他亦沒有發表有關言論。
由於保留舊中環天星碼頭事件一發不可收拾，香港政府對皇后碼頭去留的態度稍為軟化，聲明皇后碼頭不像舊中環天星碼頭般拆卸運往堆填區，而是會保留組件，並考慮在中區新海濱內將皇后碼頭重建。儘管如此，香港民間團體仍不滿香港政府決定，認為一拆卸搬遷，等同破壞，連同區議員阻止清拆決定。而且皇后碼頭是石矢建築物，很多專家都指出石矢建築物是很難拆卸重置。郭家麒議員聯同保護海港協會在皇后碼頭的欄杆綁上藍絲帶，表示反對填海之餘也反對拆卸碼頭。多個團體亦在2006年12月24日平安夜晚上8時在愛丁堡廣場發起「盼望天星的聖誕」燭光集會，要求政府復修愛丁堡廣場碼頭，最重要的是爭取保留即將拆卸的皇后碼頭，是次集會有大約200人出席。
對於民間團體的訴求，香港特別行政區行政長官曾蔭權在香港電台節目《香港家書》中表示十分尊重，但他重申皇后碼頭拆卸工程不能停，政府已履行了所有法律要求和諮詢程序，已有所共識，絕不能臨時變卦。他亦承諾皇后碼頭能夠保存的組件，會盡量保存，會參考重置美利樓的經驗，為皇后碼頭另覓合適的地方重置。曾蔭權指出民政事務局已檢討保護文物建築政策，把「集體回憶」、「社會價值」加入成為文物評級之一，並表示保育與發展並非矛盾，關鍵在於達到平衡和共識，使社會均衡發展。
但多名反對者，包括香港建築師學會副會長吳永順、郭家麒議員、古物諮詢委員會委員陳偉群及可持續發展公民議會主席黎廣德反駁，皇后碼頭是建築師故意建築於愛丁堡廣場、愛丁堡廣場碼頭及大會堂之間，把皇后碼頭拆卸是破壞了建築群的整體規劃，逼市民失去可休憩的公共空間，只剩下嘈吵的公路。並指曾蔭權的「家書」不過是想緩和氣氛，不讓個人支持度下跌。曾蔭權完全未向公眾交代過保留皇后碼頭的技術可行性，而且市民沒機會參與評估建築物的價值，也沒有權利反對評估結果。反對者指如果香港政府重視保育，皇后碼頭應第一個去處理。自由黨主席田北俊認為，保育文物不應以年期和政治觀點而決定去留。而20多名市民在皇后碼頭舉行音樂會，表達保留皇后碼頭的訴求。

## 2007年

### 古物諮詢委員會權力不足問題

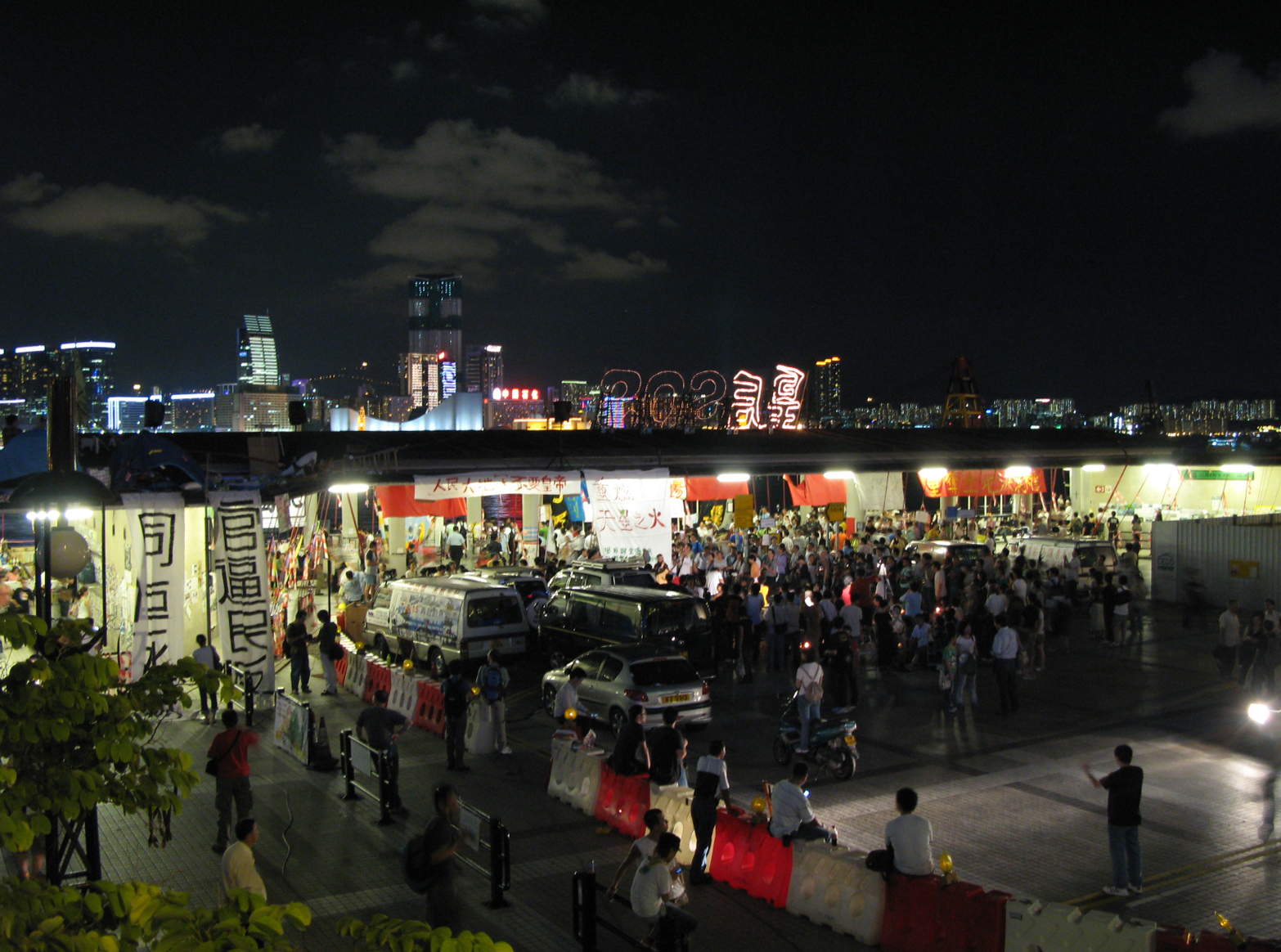
團體在最後一晚留守皇后碼頭

部份香港市民支持皇后碼頭原址保留，指1976年實施的《古物及古蹟條例》過時無用，古物諮詢委員會與古物古蹟辦事處空有架構而無實權，清拆文物方針全取決政府態度（香港的城市規劃通常由數個政府部門執行，包括建築署、古物古蹟辦事處及城市規劃委員會，而鑑定、記錄及進行研究古蹟工作由康樂及文化事務署和古物古蹟辦事處一同執行，行政權則為時任民政事務局局長並兼任古物事務監督的何志平所有。古物諮詢委員會為民政事務局局長提供是否定某建築物為法定古蹟的意見，民政事務局局長諮詢意見後再向特首反映，再待批准），保育政策含糊不清，市民無法參與決策，使不少民間組織、志願人士及學者走上街頭，以行動表達保育意見，要求民眾和政府一同規劃社區。
2006年保留舊中環天星碼頭事件中，突顯古物諮詢委員會權力不足的問題。儘管委員會內有多位古物專家，權力卻太小，而且政府比較重視實質經濟利益。例如域多利監獄F倉，曾關過著名詩人戴望舒，本已是法定古蹟，但政府以「文物價值較低」之名，把F倉剔出法定古蹟單，及將中西警署古蹟群批給私人財團發展，中西區區議員表示反對，但政府沒有理會。而反對清拆皇后碼頭民間和傳媒輿論日濃，古物諮詢委員會委員也反對清拆皇后碼頭，意見不被採納。
古物諮詢委員會的無力，及政府拖延把「集體回憶」和「社會價值」加入成為文物評級，又未肯公開部分文物去向，在保育風潮下，立法會否決涉及三級歷史建築油麻地警署去留的中九龍幹線前期顧問研究撥款，令中九龍幹線工程無限期擱置。

### 民間和傳媒輿論

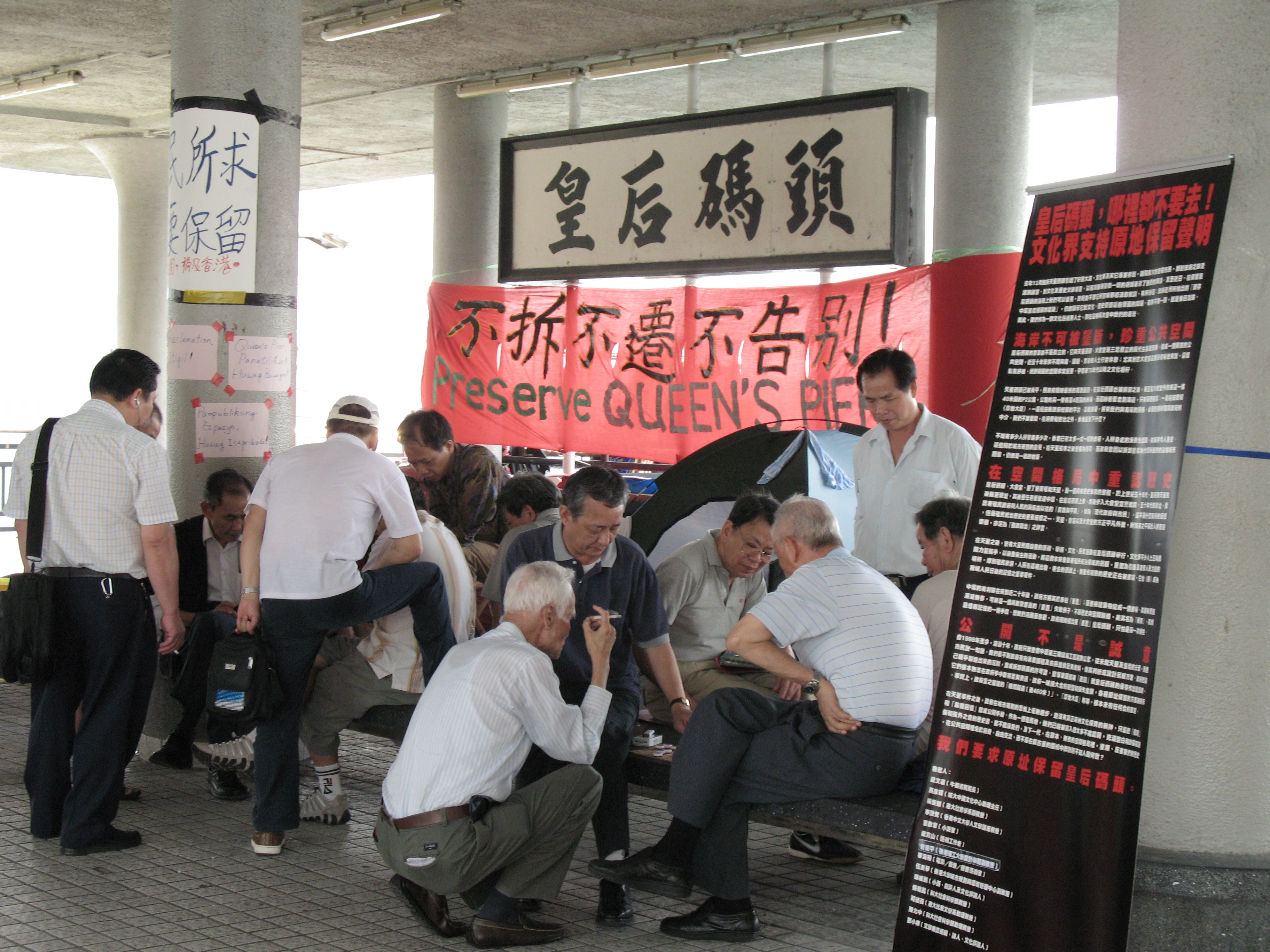
停止使用後的皇后碼頭仍有人進行活動

最終，經民間和傳媒輿論壓力下，香港政府重新啟動「文物建築保護政策檢討」的公眾諮詢程序，亦表示皇后碼頭不僅保留重要部份，而是整座皇后碼頭搬遷。民政事務局局長何志平亦表示，希望保護文物程序制度化，會為中環街市、域多利監獄、皇后碼頭等舊建築物的拆卸問題，繼續諮詢意見，也不願見至類似2006年保留舊中環天星碼頭事件的警民衝突再重現。不過在立法會規劃地政及工程事務委員的會議中，政府表明皇后碼頭不會原址保留，因為原地將興建隧道、水渠及道路，只討論把皇后碼頭的鐵器、繫船柱、鐵欄、中英文牌匾、導航燈、登岸階梯的混凝土條等非結構部分保存，也許另覓地方重建，或放在展覽場地及博物館。
但政府將整座皇后碼頭搬遷的決定和民間團體的原址保留方案相抵，於是保護維港行動根據《城市規劃條例》第12A條，於2007年1月11日向城市規劃委員會要求在中西區計劃藍圖內，加入原址保留皇后碼頭的條文。古物諮詢委員會委員林雲峰教授也批評，只要委員提出和政府政策不同的意見，都會被視作阻礙發展而不予接納，他建議古物諮詢委員會增強其透明度及和其他政策部門的關係亦應與強化。其間，有民間團體於2007年1月21日乘船到皇后碼頭請願，來者大約80至100人，要求政府交代中環填海發展的內容。

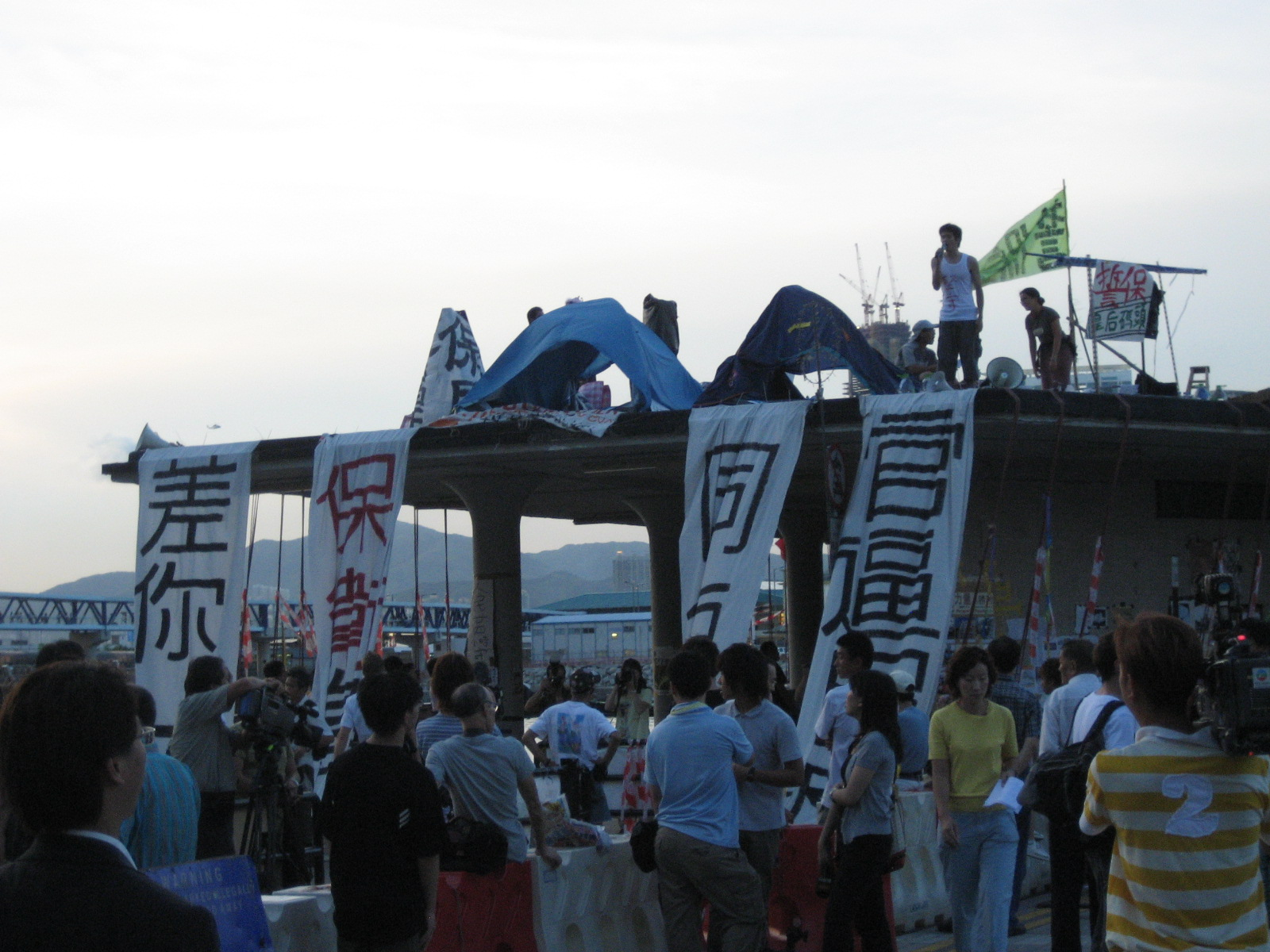
在皇后碼頭頂上絕食的保育人士，在場有不少市民圍觀

其後立法會規劃地政及工程事務委員會於2007年1月23日舉行會議，民間團體如可持續發展公民議會、香港建築師學會、香港專上學生聯會、長春社等等紛紛提出不同方案，以求可原址保留皇后碼頭，例如將橫跨皇后碼頭的P2道路北移數米。但孫明揚反駁移動道路則要修改圖則，再行諮詢公眾，導致延誤工時及帶來金錢損失，甚至政府要向承建商賠償，建議不可行。其他方案有把皇后碼頭樁柱切斷，駕上加上滾軸的金屬支架，就可暫時安置其他地方，待填海完成後才於原址安裝。亦有意見表示建護土牆包圍皇后碼頭，待填海完成後拆卸建護土牆。面對各種意見，政府表示未有共識之前，不會清拆皇后碼頭，亦邀請民間團體作出技術上研究。而民間團體本土行動在皇后碼頭舉行人民規劃大會，其中在場建築師討論應否繼續填海及拆卸皇后，和討論填海區的規劃。
由香港16個民間團體所組成的「公民社會」發表宣言，要求香港政府應採用2000年中國實行的《中國文物古蹟保護準則》，其中包括：
1. 必須原址保護。只有在發生不可抗拒的自然災害或因國家重大建設工程的需要，使遷移保護成為唯一有效的手段時，才可以原狀遷移，易地保護；
2. 盡可能減少干預。凡是近期沒有重大危險的部份，除日常保養以外不應進行更多的干預。必須干預時，附加的手段只用在最必要部份，並減少到最低限度；
3. 保護現存實物原狀與歷史信息。修復應當以現存的有價值的實物為主要依據，並必須保存重要事件和重要人物遺留的痕跡；
4. 必須保護文物環境。與文物古蹟價值關聯的自然和人文景觀構成文物古蹟的環境，應當與文物古蹟統一進行保護[22]。

2007年5月四百名文化藝術界人士在報章中刊登廣告，要求皇后碼頭原地保留。

### 保留皇后碼頭四方案
民間要求保留皇后碼頭呼聲日濃之際，身兼古物諮詢委員及立法會議員的劉秀成要求古物諮詢委員會對皇后碼頭進行歷史建築物評級，委員會同意，決定在3月6日為皇后碼頭及其他1400幢歷史建築物以新標準評級。民間團體對保留皇后碼頭不表樂觀，雖然具歷史價值的建築物會以一至三級評級，但仍可拆卸，除非政府改變最初態度，定為法定古蹟。

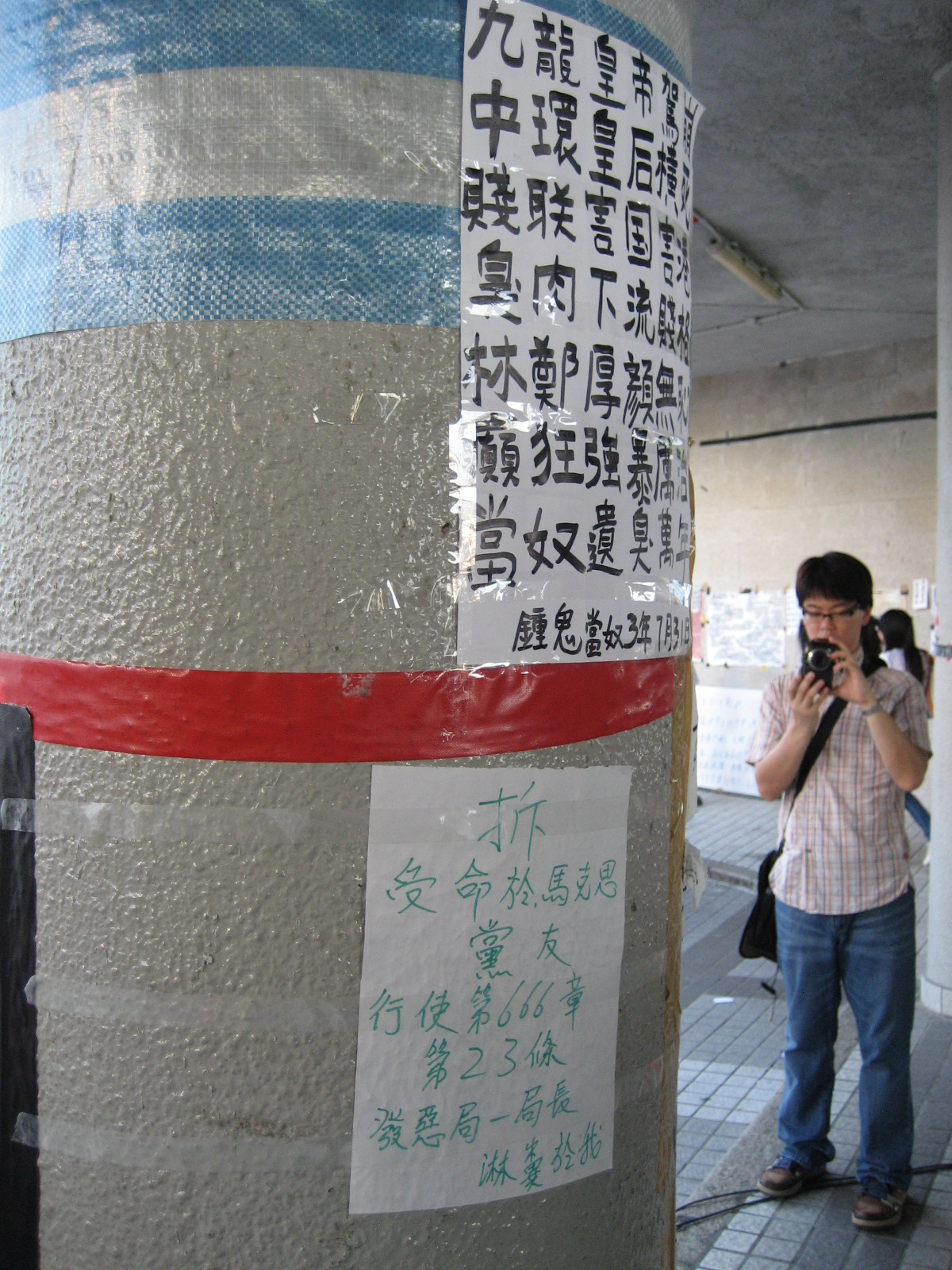
貼在皇后碼頭上的抗議字句和橫額

同樣地，政府內部亦研究原址保留皇后碼頭所致的損失，原本修改工程及加上修改P2路及地底設施配置，必定將工程延遲，工程合約改動，重新刊憲，而且預計承建商索償，損失數以億元計。然而民間團體認為保留古蹟需要付出某程度代價，就算賠償及延誤改善交通擠塞的時間也是值得。
3月21日，立法會財委會討論財政預算案之際，提及皇后碼頭去留。孫明揚表示政府和專業團體在會議及非正式交談中已有方向性協議，取得共識，前提是不延遲填海工程為優。政府提出四種方案：
- 第一方案：原址保留，將所有經過皇后碼頭的建築物都另覓地方興建，花費逾數億，是四種方案中花費最多的方案；
- 第二方案：原址保留，但建築物向地下發展，在皇后碼頭地底建行車隧道及排水暗渠，原址保留皇后碼頭，涉及的建造費用亦逾億；
- 第三方案：原址修復，把皇后碼頭整個不切割，整個推移別處，將建築物向地下發展完成後，把皇后碼頭遷回原址，填海工程推遲三年半；
- 第四方案：原址修復，將皇后碼頭切割成幾部份，暫時將之遷走，待填海完成後，才在原址或附近重新興建[28][29]。

政府示意最好方法是第四方案，費用則可能向立法會申請額外撥款，並認為第一方案不合理可行，影響填海進度。對於第二方案，政府亦認為不合理可行，不能解決香港地鐵機場快綫延展掉車隧道工程問題，表示轉移工程極難度高、高風險，轉移暗渠的額外工程增加財政負擔，填海進度超過兩年。第三方案，政府認為技術不可行，皇后碼頭平移後可能受損，其他工程延期以及重新組裝碼頭也價值不菲。不過政府表示任何方案都會考慮，不排除任何的可能性。
房規局常任秘書長劉吳惠蘭亦補充，皇后碼頭重置諮詢及其他活動費用，已預留125萬元，最快在5月向工務小組委員會申請撥款。政府也為皇后碼頭保留圖則，建立三維影像。不過民間團體不滿政府不願承諾原址保留，而民間團體和政府討論中，土木工程拓展署堅持把皇后碼頭切割拆卸，造成結構損壞，只接受第一方案。而部份立法會議員及民間團體也不滿皇后碼頭重置後要面向馬路，原有功能完全喪失，變成涼亭，失去神髓，歷史回憶盡失，呼籲古物諮詢委員會儘快為皇后碼頭評級，由市民決定去留。孫明揚則表示政府陷入兩難局面，保留皇后碼頭於原址是因為吸納市民意見，成為涼亭是無可避免，不能盡善盡美，要作一定取捨，皇后碼頭盡可能遷至新填海區海傍，維持原有功能。
土木工程拓展署港島及離島拓展處處長馬利德在新城財經台節目《明茶館》上表示，皇后碼頭將於復活節後停止運作，所有海事功能會全面轉移到中環碼頭9號碼頭，並重申第四方案是最好方案，原址保留技術上根本不可行，又強調政府是沒有定案，尊重民意。政府各部門與地鐵公司及民間團體開會之時，地鐵公司表示和皇后碼頭位置有衝突的東涌綫掉頭隧道一旦被遷，將和計劃中的北港島綫添馬站位置不協調。而一直反對拆卸皇后碼頭的香港建築師學會，轉移態度認同政府原址保留技術上不可行的說法，同意先遷碼頭，後再重置，並稱為「無奈地提出折衷的方案」。另外保護海港協會及文化界人士包括牛棚書院院長梁文道、城市大學中國文化中心助理主任馬家輝、香港大學社會學系副教授吳俊雄、香港中文大學人文學講座教授李歐梵、嶺南大學文化研究系教授陳清僑發起原址保留碼頭的運動，舉行音樂會，收集反對拆卸皇后碼頭400名文化界人士簽名，表示皇后碼頭不能有任何遷移。
最後政府和會上團體（香港工程師學會、香港建築師學會、香港工程界社促會及長春社）達成共識，接納或不反對以第四方案處理皇后碼頭，在5月中向立法會申請撥款5000萬元，不過會上團體堅持皇后碼頭一定要原址重置。

### 重組皇后碼頭四方案

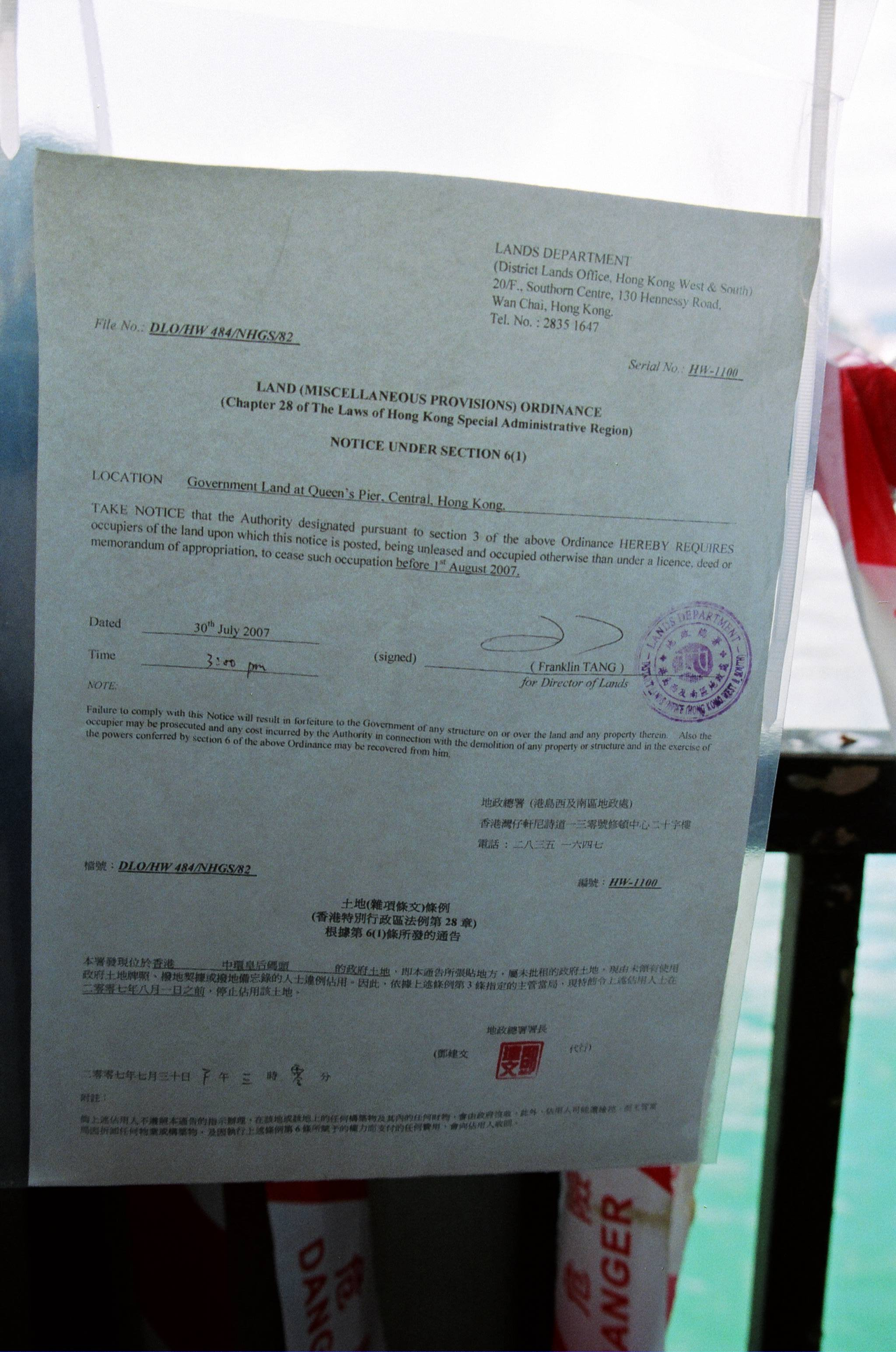
地政總署所張貼的通告

4月22日，立法會否決原址郭家麒議員提出的保留皇后碼頭動議，而民間團體欲以司法覆核阻止政府決定。常使用皇后碼頭的船家表示9號碼頭大浪，上落也不方便，對政府清拆皇后碼頭方案有保留。隨著最後上落外地海員的駁船開出，4月26日零時零分，皇后碼頭正式結束其海事用途，登岸位置封閉及停用，但仍允許民眾自由出入。很多市民藉此機會來到皇后碼頭緬懷和道別，也有老師和學生儘可能記錄對碼頭最後一份回憶，保育人士則留守在碼頭，掛上標語，聲言留守到最後。
幾十名爭取保留皇后碼頭人士在該處靜坐、露宿，並在該碼頭舉行圖片展覽及簽名活動。影星周潤發更在4月28日清晨4時到達皇后碼頭簽名支持保留碼頭，其情況被拍下短片上載至Youtube上（周潤發保衛皇后碼頭）。
5月2日，政府向立法會申請撥款5000萬元，拆卸皇后碼頭，其後再覓地重建，並提出四種重置方案：
- 第一方案：原址重組，但對填海工程影響最大，花費最多，多項和皇后碼頭位置有衝突的建設需要修改，而皇后碼頭將成內陸的涼亭；
- 第二方案：原址附近重組，或皇后碼頭周圍加設水體，但和皇后碼頭位置有衝突的建設依然需要修改，成為內陸涼亭的問題也無法解決；
- 第三方案：重組至大會堂對開新海岸上，依然和大會堂連成一線，維持皇后碼頭原有功能，但不能滿足民間團體原址保留要求；
- 第四方案：重組於中環碼頭9號碼頭和10號碼頭之間，與大會堂距離較遠，不過可維持皇后碼頭原有功能，而且將早被拆卸的中環天星碼頭鐘樓重新裝嵌入皇后碼頭，卻也不能滿足民間團體原址保留要求[52][53][54]。

立法會議員梁家傑提出議案，要求採納中國的《中國文物古蹟保護準則》，以其準則把皇后碼頭原址保留，表示北港島綫仍在早期研究階段，P2路也可修改。但議案被另外兩名議員周梁淑怡和張學明作出修訂，刪去「原址保留」字眼，並改為「原址或原址附近保存」。會上孫明揚亦指出，皇后碼頭不可能原址保留。最後，梁家傑議員的議案得到泛民主派支持，但自由黨及民建聯兩黨反對下被否決。會後，梁家傑議員表示不再獲政府委任當市區重建局的董事局成員，他受傳媒採訪時暗示，他和政府對皇后碼頭去留意見相左，才不受委任。

### 皇后碼頭進行歷史建築物評級
古物古蹟辦事處發表評估報告，指出皇后碼頭擁有逾半世紀歷史，見證維多利亞港海岸的變遷及第二次世界大戰後急速的經濟發展，亦為英國王室儀式及公眾活動的場地，是香港殖民地歷史一部分，有別於一般碼頭，亦是香港人年長一輩的集體回憶，並稱皇后碼頭和大會堂、愛丁堡廣場、和平紀念碑、立法會大樓為同一建築群，其建築具現代實用建築主義特色，連同同一建築群的大會堂及愛丁堡廣場仍保留著1950年代至1960年代的建築特色。
規劃署曾為是否保留皇后碼頭一事諮詢大眾，但其問卷傳媒批評甚具引導性，沒有一項提供「原址保留」選擇，加上有大量公務員參與，有預設立場之嫌。5月9日，古物諮詢委員會本於午時進行對皇后碼頭歷史建築物評級，但政府卻在早於評級前向立法會申請撥款拆卸皇后碼頭，激起立法會議員批評為先斬後奏，認為是侮辱古物諮詢委員會，亦對立法會不敬，劉吳惠蘭解釋是純屬巧合。結果議員施壓之下，政府決定撤回撥款申請文件，待評級結果才繼續程序，議員皆在立法會堂上鼓掌。而多個民間團體在會議期間於立法會大樓外示威，要求否決撥款，不要重演舊天星碼頭的拆卸。
同日下午，古物諮詢委員會對皇后碼頭進行聽證會和歷史建築物評級，但政府聲言，就算皇后碼頭被評為一級歷史建築，並非不可拆。會上，委員會主席何承天提醒委員不必理會保留的技術可行性，也不應受政府意見影響，只須根據既定評級標準作意見。劉秀成議員聯絡負責設計大會堂和愛丁堡廣場建築群的退休政府建築師朗奴·菲臘，朗奴·菲臘表示建築群是故意和皇后碼頭排成一直線，方便香港總督登岸和往大會堂舉行儀式。而整個建築群其簡樸設計，亦為方便香港人以休閒的心態來休憩。
會中支持和反對將皇后碼頭被列作一級歷史建築的委員皆有，支持者認為皇后碼頭是香港殖民地重要的一部份，見證香港主權的變遷；而反對者指皇后碼頭純粹香港總督和英國王室登岸碼頭，歷史價值的確有，卻從無發生過重大事件，不值列為一級歷史建築。聽證會中市民也有支持和反對者，支持者指新建築特隨時可以起，但古蹟一拆就永遠消失，作為古蹟，有凌駕城市規劃的重要性；反對者指支持者是別有用心，以集體回憶和環保之名阻礙城市和經濟發展。兩小時會議之後，在12名委員支持下，皇后碼頭被列作一級歷史建築。儘管如此，孫明揚表明皇后碼頭獲列作一級歷史建築，和政府如何作法完全無關，何志平亦表示未有足夠民意，古物諮詢委員亦未建議將皇后碼頭定為法定古蹟，故政府無意自行頒布。
規劃署於5月12日為中環新海濱城市設計研究舉行公眾諮詢會，200多名人士，包括政府官員、專家、保育團體及其他市民出席，保育團體首先抗議問卷沒提到原址保留皇后碼頭的選擇，又指責規劃署的藍圖和城市規劃委員會在2002年通過的大綱圖互相矛盾，原來一直隱瞞海濱地區興建解放軍碼頭，而在場專家亦表示政府應該在原址保留皇后碼頭前提下討論規劃。最後規劃署副署長黃婉霜表示，不希望將事件弄得政治化，只提原址保留不明理，政府無法吸取意見，並強調在諮詢期可表達不同意見，不局限於重組四方案。
民建聯在申請撥款之前，邀請各方代表討論皇后碼頭去留的意見，雖該黨傾向支持拆卸後重置，但個別黨員，如蔡素玉議員則持有不同態度，打算向民建聯申請豁免，並投反對票反對政府撥款拆卸皇后碼頭。另外有反對保留皇后碼頭的民間團體皇后碼頭評級關注組反對古物諮詢委員會將皇后碼頭列作一級歷史建築，認為其評級是有欠民主，斥為「不公平、不合法理及不可接受」，表示當日古物諮詢委員會投票採用簡單多數制，12票一級、10票二級、3票三級，而投二級及三級的票超過一級，指裁決既不公平，程序又不合法，要求委員會重新評級皇后碼頭，否則欲以司法覆核推翻委員會的裁決。

### 政府向立法會申請撥款拆卸皇后碼頭
申請撥款前，泛民主派議員已表明會投反對票，議案關鍵在於3名傾向保留皇后碼頭的親建制派議員蔡素玉、陳婉嫻和劉秀成身上，使得撥款很大機會被否決。5月23日，立法會議員涂謹申要求押後討論皇后碼頭撥款，亦要求何志平交代為什麼不將皇后碼頭申請為法定古蹟的決定，但被否決，而撥款申請以10票對7票及1票棄權下得以在立法會工務小組委員會通過。政府在會上指出，評級制度純為古物諮詢委員會的內部機制，並不能代表有法定權力，政府的重組方案已經儘可能考慮各方因素，為皇后碼頭作出保存，不過皇后碼頭歷史意義未有資格成為法定古蹟。
投票之中，被視為關鍵的3名議員，原本表明反對的蔡素玉議員，在曾蔭權和孫明揚視自遊說及不獲民建聯豁免她投反對票，唯有投棄權票。發言時，蔡素玉自言承受支持及反對雙方壓力，並稱這次為從政以來最沮喪的日子，甚至一度流淚；而劉秀成表示雖建築師學會及規劃師學會支持保留皇后碼頭，但測量師學會對保留皇后碼頭一事表示反對，劉秀成只好避席不投票；陳婉嫻一直都在立法會內，直到投票時避席，她表示政府和專業人士的觀點已非常接近，故亦避席。意外的是，社民連議員陳偉業亦以作身體檢查為由，缺席投票。
2007年7月27日，3名本土行動的保育碼頭人士陳景輝、陳嘉琬及王浩賢，宣佈由同日下午4時半開始，進行無限期靜坐絕食至政府承諾，原址保留皇后碼頭為止。而政府發展局於當晚8時53分，向傳媒發佈新聞稿表示不認同保育碼頭人士的絕食行動。
保育人士指政府沒有必要花費5000萬元公帑拆卸皇后碼頭，以及巨額費用，而可單用1000-2000萬元為皇后碼頭進行承托工程。而承托工程亦不妨礙中環填海工程，又能保留碼頭和節省大筆公帑。而發展局則指稱，延遲移交皇后碼頭用地，會使中環填海計劃第三期工程停頓，可能導致每日達數十萬元的索償。同時指，已為碼頭進行激光掃瞄，而貯存碼頭的立體影像及圖則，稍後將碼頭的非結構部份逐一拆除，拆除及存放工序會在4個月內完成。但重組方案則仍懸而未決。
2007年7月30日下午，地政總署派員到皇后碼頭的欄杆貼出以下告示，指在碼頭露宿的示威者是違例佔用政府土地，要求他們在8月1日午夜12前離開：（页面存档备份，存于）

土地(雜項條文)條例

(香港特別行政區法例第28章)

根據第6(1)條所發的通告

本署發現位於香港中環皇后碼頭的政府土地，即本通告所張貼地方，屬未批租的政府土地，現由未領有使用政府土地牌照、撥地契據或撥地備忘錄的人士違例佔用。因此，依據上述條例第3條指定的主管當局，現特飭令上述佔用人士在二零零七年八月一日之前，停止佔用該土地。

地政總署署長

(鄧建文代行)

二零零七年七月三十日下午三時零分

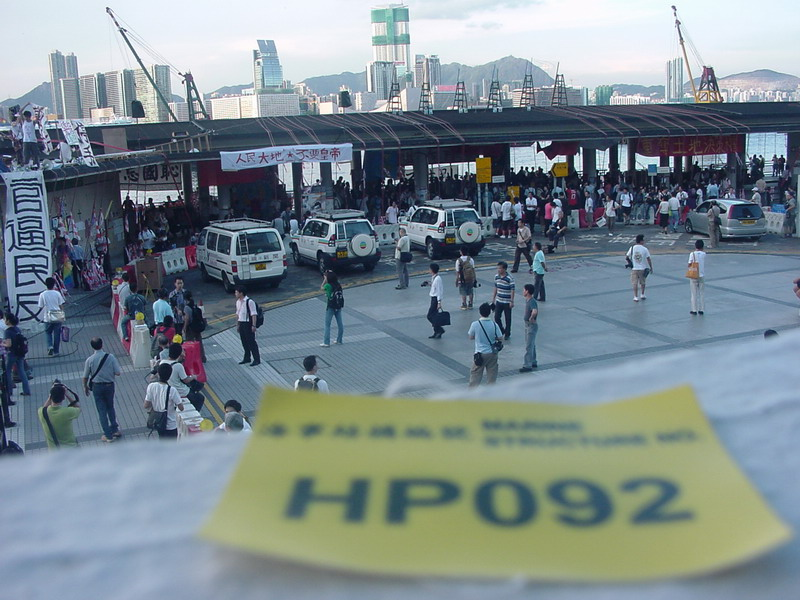
2007年7月31日下午6時20分，皇后碼頭的人群

2007年7月31日，香港高等法院接納本土行動成員何來和朱凱迪要求阻止政府清拆皇后碼頭的司法覆核申請，法官林文瀚指申請當中兩個理據有法律爭議性故接納司法覆核申請，並排期至2007年8月7日開審。現時政府一時視古物諮詢委員會為決策者 ，一時則視為諮詢組織，古物諮詢委員會成員李律仁指期望今次司法覆核能澄清委員會的角色。但香港特別行政區政府隨即表示午夜後將會如常展開清場行動，以收回土地予承建商；不過政府以及警方沒有在凌晨零時作清場的行動，而拖延到早上11時方始清場，首先由早上11時至下午時候在地上展開第一階段清場，到了傍晚6時半則開始對天台上的第二階段清場直至晚上8時45分最後一位示威者被移離現場後。

### 清場、封地與拆卸之經過

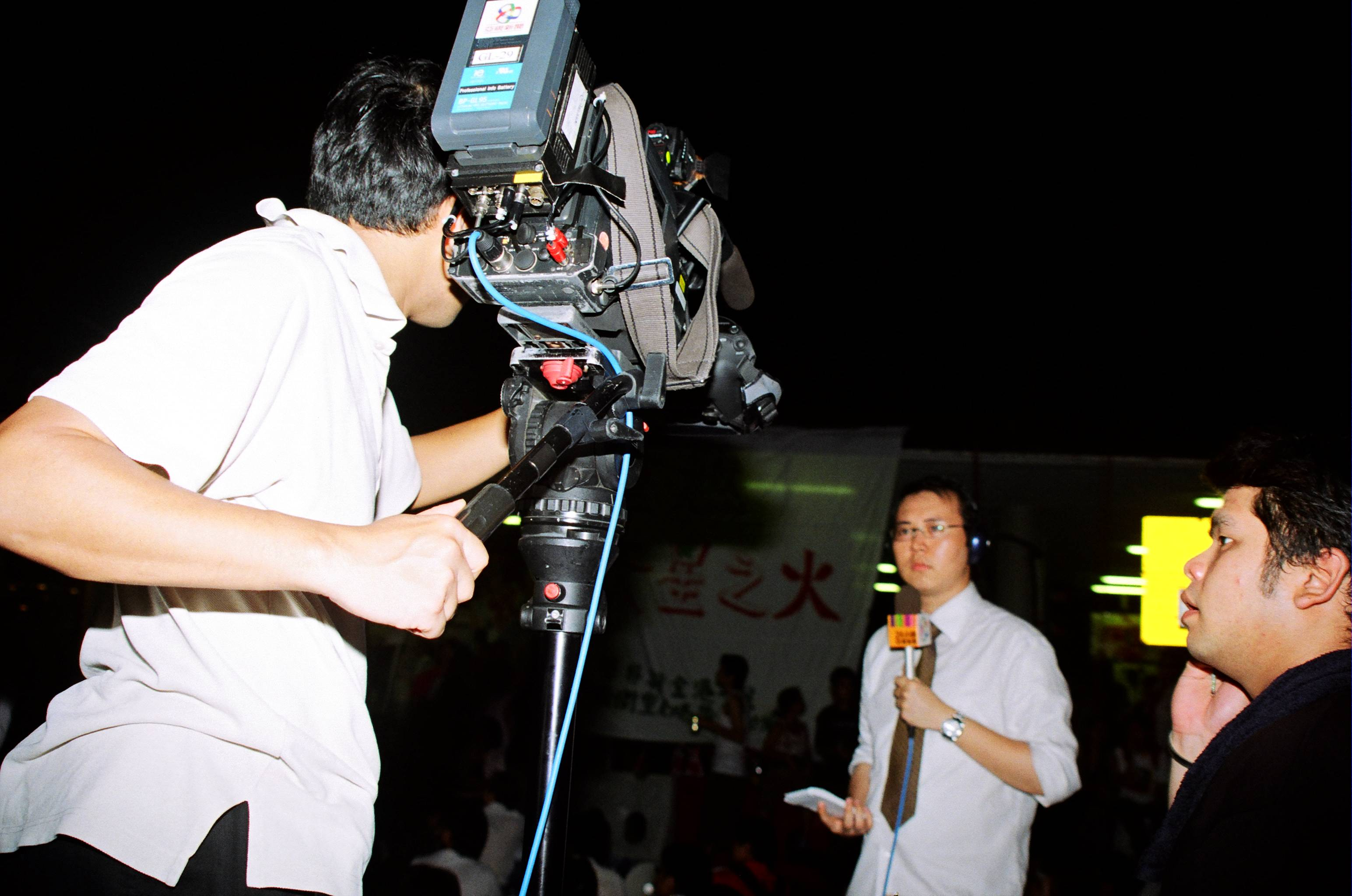
2007年8月1日，亞視新聞記者趙汝傑與攝影師採訪保留皇后碼頭事件

皇后碼頭清拆工作在2007年8月1日皇后碼頭開始清場封地後不久就展開。首先在2007年8月23日牌匾被拆除，然後分階段微細切割天花結構為六份，還有柱子，以方便逐塊拆卸。
2007年12月1日，皇后碼頭結構塊件已被拆散，並開始被吊走。2008年1月，結構塊件已全部運走，皇后碼頭平台開始拆去。2008年2月，皇后碼頭平台完全被拆去。2008年3月，皇后碼頭底部的樁柱亦被拆去。

## 影響
這次事件更進一步提高了香港人對公共空間以及城市規劃的意識；也讓香港人反省以往只顧經濟發展而忽略了公共福利與環境，把本土文化、集體記憶和平民化設施一手摧毀的一貫做法。而政黨和民間組織則更落力務求在政府落實清拆前保育具歷史價值的建築物，例如域多利監獄F倉、油麻地警署、灣仔街市和景賢里等等，以防政府製造既定清拆事實。
這次事件也反映了民眾與政府間、和各類民眾間，在發展、保育、政治、環境、文化、人民素質等範疇出現的深層次意識分歧與矛盾，也開始改變到相當部份民眾既有的「惟美是靈」審物態度。

### 民間創作

#### 扮演
在2007年夏天，出現了以皇后碼頭和2007年保留皇后碼頭事件為基礎的萌擬人化角色扮演、和以中環天星碼頭和2006年保留舊中環天星碼頭事件為基礎的萌擬人化角色扮演，合稱《碼頭精靈》。

#### 文娛用品
香港民間出現了一些取材由皇后碼頭部件的二次創作，比如2008年香港年宵花市也有攤檔售賣模仿皇后碼頭牌匾的軟墊。

#### 音樂創作
香港著名作曲家羅永暉應香港中樂團委約，為被拆卸的中環天星碼頭及皇后碼頭特別創作一首中樂作品《星河潑墨》，於2008年5月10日於香港中樂團音樂會上聯同他策劃的「無極彈撥樂團」一同首演，由藝術總監閰惠昌指揮。
香港作曲家楊嘉輝亦以皇后碼頭最後一夜為題，創作《電子安魂曲：皇后萬歲》。節目乃由康樂及文化事務署委約，並由香港城市室樂團於2009年10月首演。
也包括荔枝王樂隊的《皇后碼頭》，更被後來的香港樂隊The Priceless Boat改編。  （页面存档备份，存于）

## 外部連結
- 保護天星／皇后碼頭活動–活動紀錄和資料 http://beyondthestars.wordpress.com/ （页面存档备份，存于）